# Joseph Simons
Joseph Simons, pseudonimo di Emmanuel Lobb (Portsmouth, 1594 – 1671), è stato un drammaturgo e gesuita inglese.
Figlio di un mercante, mentre era in Portogallo si convertì al Cattolicesimo entrando nella Società di Gesù, per poi andare a studiare teologia nei Paesi Bassi spagnoli. Qui fu Professore di Studi Umani al Collegio di Saint-Omer ad Artois, tra il 1622 e il 1631; fu in questo periodo che compose le sue tragedie, che erano rappresentate dagli studenti del collegio. Tra queste, le cinque pubblicate a Liegi nel 1656 col titolo di Tragoediae Quinque, tutte centrate su intrighi politici:
- Vitus (1623), su di un martire cristiano sotto Diocleziano;
- Mercia (1624), sul re inglese Ulfero;
- Theoctistus;
- Leo Armenus, sull'imperatore Leone V l'Armeno, ispirò l'omonima opera di Andreas Gryphius;
- Zeno (1631), sull'imperatore Zenone.

Alla metà degli anni 1640 fu nominato a capo del Venerabile Collegio Inglese di Roma. Tornò poi in Inghilterra, come Generale Provinciale, e convertì al Cattolicesimo il Duca di York, successivamente sovrano col nome di Giacomo II.

## Opere
- Jesuit theater Englished: five tragedies of Joseph Simons, Saint-Louis, Institute of Jesuit Sources, 1989, 394pp.